# Помірні ліси острова Ракіура
Помірні ліси острова Ракіура або Помірні ліси острова Стюарт (ідентифікатор WWF: AA0407) — австралазійський екорегіон помірних широколистяних та мішаних лісів, розташований на півдні Нової Зеландії.

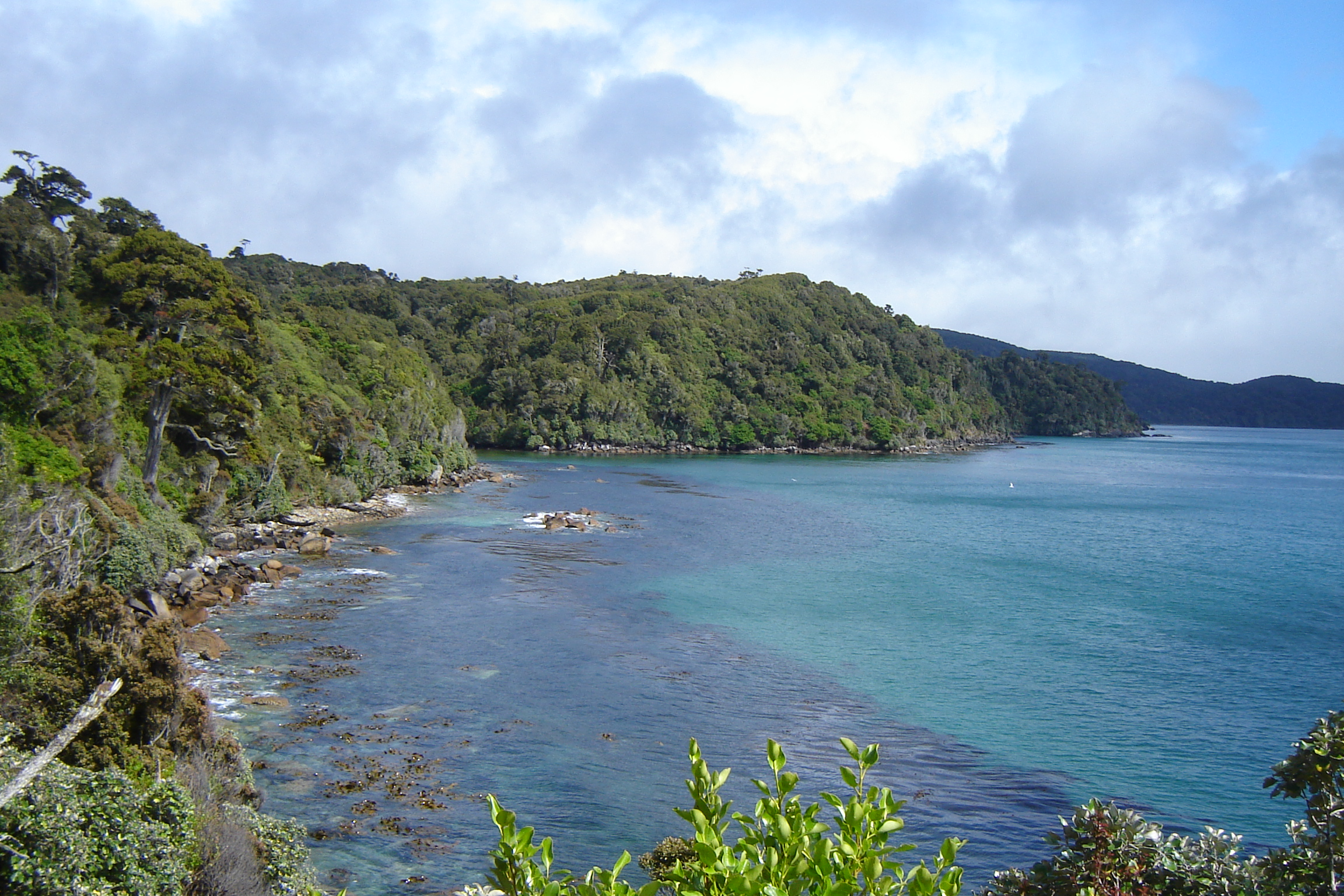
Узбережжя Ракіури

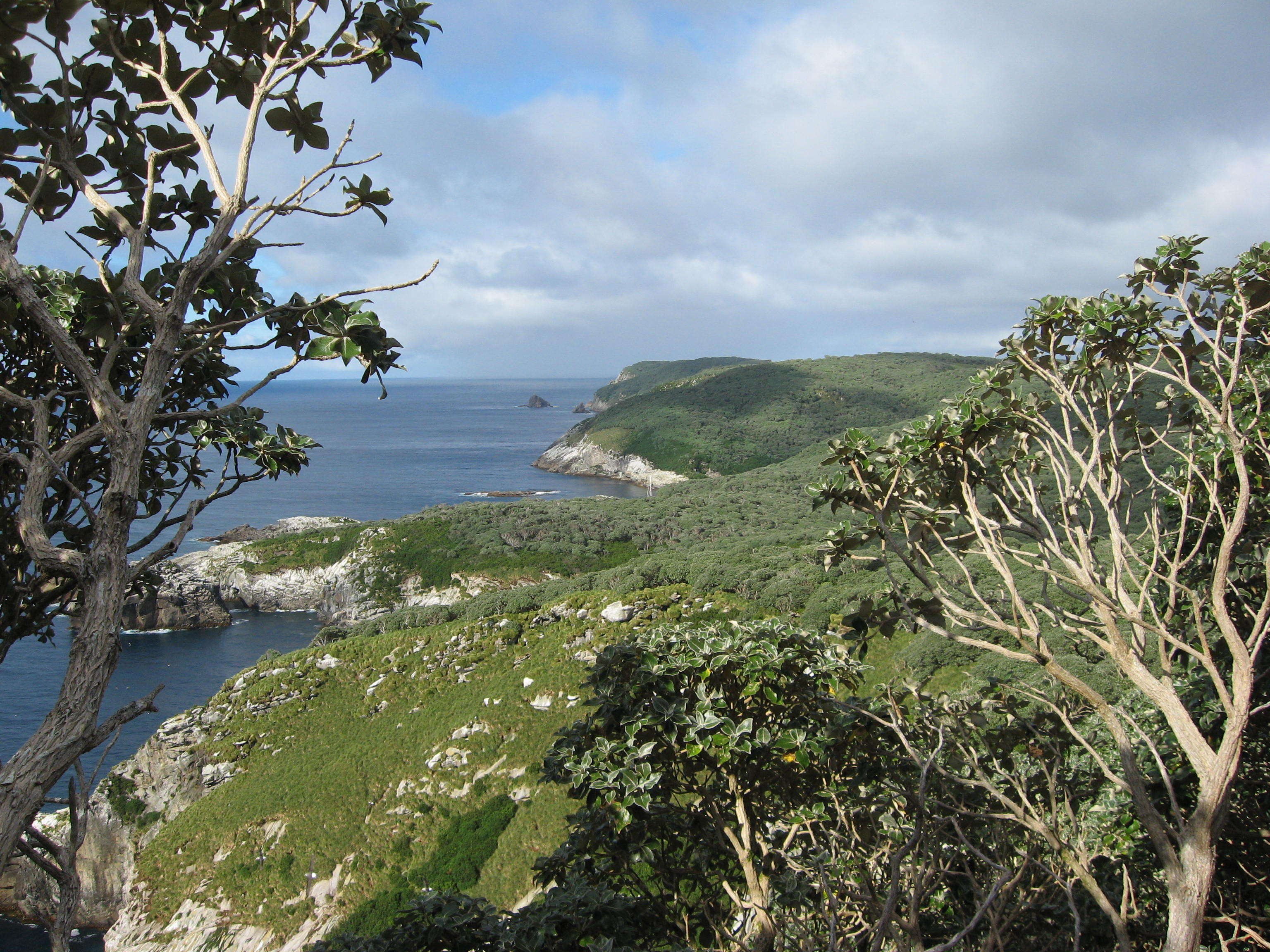
Ландшафт островів Снерс

## Географія
Екорегіон помірних лісів острова Ракіура охоплює острів Ракіура, також відомий як острів Стюарт, — третій за розмірами острів Нової Зеландії площею понад 1700 км², розташований на півдні країни. Від Південного острова Нової Зеландії Ракіура відділена мілководною протокою Фово шириною 25 км, однак під час останнього льодовикового періоду, коли рівень Світового океану був більш ніж на 100 м нижчим, ніж зараз, острови поєднувалися між собою. Крім того, екорегіон включає низку менших островів, розташованих поблизу Ракіури, зокрема острови Кодфіш та Руапуке, а також віддалені субантарктичні вулканічні острови Снерс, розташовані за 100 км на південний схід. Інші субантарктичні острови Нової Зеландії є частиною окремого екорегіону тундри субантарктичних островів Антиподів.
Як і решта Нової Зеландії, острів Ракіура є частиною континенту Зеландія — фрагменту стародавнього суперконтиненту Гондвана. Зеландія відокремилася від Австралії 85-60 мільйонів років тому, однак була майже повністю затоплена водами Тихого океану приблизно 23 мільйони років тому. Взаємодія Індо-Австралійської та Тихоокеанської літосферних плит призвела до підняття Нової Зеландії.
Острів Ракіура має переважно горбистий рельєф. Його найвищою вершиною є гора Англем або Ханануї заввишки 980 м, розташована поблизу північного узбережжя. З геологічної точки зору в регіоні переважають діорити, гнейси та граніти. Глинисті ґрунти Ракіури не надто родючі, але вологі умови, помірні температури та великий вміст гумусу дозволяють лісам процвітати по всьому острову. Основними факторами, що обмежують лісистість Ракіури, є сильний вітер та солоні морські бризки. Завдяки магнітній аномалії на Ракіурі часто можна побачити південне полярне сяйво: сама назва острова означає "небеса, що світяться".
Острів Ракіура є практично безлюдним: на ньому проживає лише 460 людей. Більша частина населення острова зосереджена у містечку Обан на східному узбережжі.

## Клімат
На більшій частині Ракіури переважає помірний морський клімат (Cfb за класифікацією кліматів Кеппена), а в горах — субполярний океанічний клімат (Cfc за класифікацією Кеппена). Середньорічна кількість опадів на острові коливається від 1000 до 3000 мм залежно від висоти над рівнем моря, а періоди без опадів тривалістю понад 2 тижні нечасті. У Обані середня максимальна температура влітку становить 16,5-17,5 °C, а середня мінімальна температура взимку — 3-3,5 °C.

## Флора
Рослинний покрив острова Ракіура переважно представлений мішаними лісами, які вважаються найпівденнішими помірними дощовими лісами у світі. У цих лісах переважають новозеландські ріму (Dacrydium cupressinum) з родини подокарпових (Podocarpaceae), а також новозеландські камахі (Pterophylla racemosa) та південні рата (Metrosideros umbellata). Загалом у лісах острова зустрічається понад 50 видів дерев і чагарників, зокрема різні види жовтозілля (Senecio spp.), олеарій (Olearia spp.) та копросм (Coprosma spp.). У підліску поширені подушкоподібні рослини, печіночники, мохи та новозеландські коронні папороті (Lomaria discolor). Стовбури дерев вкривають епіфітні орхідеї, зокрема орхідеї вініка (Dendrobium cunninghamii), та папороті, зокрема широколисті перетинчасті папороті (Hymenophyllum dilatatum), шкірястолисті папороті (Rumohra adiantiformis) та пониклі селезінники (Asplenium flaccidum). На висоті понад 300 м над рівнем моря ліси поступаються місцем субальпійським чагарникам мануки (Leptospermum scoparium).
Рослинність островів, розташованих неподалік Ракіури, є подібною до рослинності головного острова, тоді як на невеликих віддалених островах Снерс зустрічається лише 20 видів рослин. У прибережних районах переважають чагарники еліптичної вероніки (Veronica elliptica), а у внутрішніх районах — ліси субантарктичної олеадрії (Olearia lyallii), які виростають до 9 м заввишки.
Пишні ліси Ракіури демонструють те, як колись виглядали ліси на двох головних островах Нової Зеландії. Тут зустрічається кілька ендемічних видів рослин, однак острів більш примітний тими видами, які тут не зустрічаються, незважаючи на їхню поширеність у подібних середовищах існування на решті Нової Зеландії. До таких видів належать нотофагуси або південні буки (Nothofagus spp.), новозеландські смолокедри (Libocedrus bidwillii) та гірські тоатоа (Phyllocladus alpinus). Вважається, що після завершення останнього льодовикового періоду подокарпові та широколистяні дерева потрапили на Ракіуру з насінням, перенесеним через новоутворену протоку Фово морськими птахами. Це пояснює, чому на острові не зустрічаються поширені на решті Нової Зеландії південні буки, насіння яких розноситься вітром, а не птахами.

## Фауна
Острів Ракіура є притулком для багатьох рідкісних видів птахів та домом для кількох ендемічних підвидів. На решті Нової Зеландії популяції багатьох птахів значно скоротилися або повністю зникли внаслідок появи на островах низки інтродукованих хижаків, зокрема здичавілих котів (Felis catus), малих пацюків (Rattus exulans), сірих пацюків (Rattus norvegicus), чорних пацюків (Rattus rattus), горностаїв (Mustela erminea), лісових тхорів (Mustela putorius furo), малих ласиць (Mustela nivalis) та європейських їжаків (Erinaceus europaeus), привезених полінезійцями та європейцями. На щастя для орнітофауни Ракіури, тхори, ласиці та горностаї ніколи не були інтродуковані на острів, а популяції кішок та пацюків здебільшого обмежені невеликою територію навколо поселення Обан. У результаті популяції птахів на Ракіурі почувають себе значно краще, ніж на сусідньому Південному острові. До 1977 року острів був останнім притулком нелітаючих нічних папуг какапо (Strigops habroptilus), які вимерли на решті Нової Зеландії. Завдяки зусиллям природоохоронців какапо були переселені на невеликі, вільні від хижаків острівці, і їх популяція почала поступово відновлюватися. Тим не менш, деякі види, які раніше зустрічалися на Ракіурі, зокрема новозеландські сови (Sceloglaux albifacies), маорійські баранці (Coenocorypha iredalei), чагарникові гонці (Xenicus longipes), червонощокі коральники (Callaeas cinereus), південні піопіо (Turnagra capensis) та новозеландські круки (Corvus antipodum), повністю вимерли, тоді як південні тіко (Philesturnus carunculatus) збереглися лише на невеликих островах біля узбережжя Ракіури.
Серед лісових птахів, поширених в регіоні, слід відзначити новозеландських пінонів або кереру (Hemiphaga novaeseelandiae), морепорків (Ninox novaeseelandiae), священних альціонів (Todiramphus sanctus), білоголових несторів (Nestor meridionalis), жовтолобих какарікі (Cyanoramphus auriceps), червонолобих какарікі (Cyanoramphus novaezelandiae), стрільців (Acanthisitta chloris), пое (Prosthemadera novaeseelandiae), новозеландських макомако (Anthornis melanura), сірих ріроріро (Gerygone igata), новозеландських могуа (Mohoua novaeseelandiae), новозеландських віялохвісток (Rhipidura fuliginosa), великоголових тоутоваї (Petroica macrocephala) та білолобих тоутоваї (Petroica australis). Новозеландські коелі (Urodynamis taitensis) та смугастощокі дідрики (Chrysococcyx lucidus) гніздяться в лісах Ракіури, однак взимку щороку мігрують до островів Океанії. На морських узбережжях острова зустрічаються мінливобарвні кулики-сороки (Haematopus unicolor), новозеландські мартини (Chroicocephalus novaehollandiae scopulinus), білолобі крячки (Sterna striata), бронзові баклани (Leucocarbo chalconotus), жовтоокі пінгвіни (Megadyptes antipodes), новозеландські пінгвіни (Eudyptes pachyrhynchus) та малі пінгвіни (Eudyptula minor), а у навколишніх водах — майже ендемічні тайфунники Піла (Pterodroma inexpectata) та широкодзьобі пріони (Pachyptila vittata). Ендеміками Ракіури є ракіурайські баклани (Leucocarbo stewarti), а також підвиди бурого ківі Apteryx australis lawryi, уеки Gallirallus australis scotti та строкатобокої матати Poodytes punctatus stewartianus.
У лісах Ракіури зустрічаються новозеландські лилики (Chalinolobus tuberculatus), а у лісах розташованого поряд острова Кодфіш — дуже рідкісні малі футлярокрили (Mystacina tuberculata). Можливо, у лісах острова Таукіхепа досі живуть великі футлярокрили (Mystacina robusta), хоча, можливо, вони повністю вимерли. Герпетофауна Ракіури включає південних сцинків (Oligosoma notosaurus), дрібновухих сцинків (Oligosoma stenotis), деревних хмарних геконів (Mokopirirakau nebulosus) та геконів-арлекінів (Tukutuku rakiurae), які живуть серед субальпійських подушкоподібних рослин і чагарників. Ці тварини є одними з найпівденніших видів ящірок у світі.
На островах Снерс мешкають великі популяції морських птахів з 23 видів, через що вони були визнані важливою орнітологічною територією. Жодних хижих наземних ссавців на ці острови не було завезено. Загальна популяція морських птахів на них, за оцінками, дорівнює популяції морських птахів на всіх Британських островах: лише сивих буревісників (Puffinus griseus) тут гніздиться 2,75 мільйони пар. Серед інших птахів, що гніздяться на архіпелазі, слід відзначити альбатросів Буллера (Thalassarche bulleri), баунтійських альбатросів (Thalassarche salvini), тайфунників Піла (Pterodroma inexpectata) та великих пуфінурів (Pelecanoides urinatrix). Ендеміками островів Снерс є великі пінгвіни (Eudyptes robustus) та субантарктичні баранці (Coenocorypha huegeli), а також підвид великоголового тоутоваї (Petroica macrocephala dannefaerdi) та деякі безхребетні, зокрема снерські метелики (Grypotheca horningae).

## Збереження
Основною загрозою для збереження природи регіону є поширення інтродукованих тварин. Поява на Ракіурі котів призвела до значного скорочення популяції какапо (Strigops habroptilus) та продовжує становити загрозу для нелітаючих бурих ківі (Apteryx australis), а інтродуковані благородні олені (Cervus elaphus) та лисячі кузу (Trichosurus vulpecula) знищують місцеву рослинність. На щастя, на острів не були випущені ні тхори, ні горностаї. Наразі в регіоні діє програма з викорінення чужорідних видів.
Оцінка 2017 року показала, що 1313 км², або 84 % екорегіону, є заповідними територіями. Більша частина Ракіури є частиною Національного парку Ракіура, створеного у 2002 році. У 1998 році острови Снерс разом з іншими новозеландськими субантарктичними островами були внесені до списку Світової спадщини ЮНЕСКО.